# William Shepherd
William McMichael Shepherd (ur. 26 lipca 1949 w Oak Ridge) – amerykański astronauta, dowódca Ekspedycji 1 – pierwszej załogi Międzynarodowej Stacji Kosmicznej (ISS), uczestnik czterech lotów wahadłowców (trzy pełne misje oraz powrót wahadłowcem ze stacji ISS), komandor United States Navy.

## Życiorys
Shepherd urodził się w Oak Ridge w stanie Tennessee, ale za swoją miejscowość rodzinną uważa Babylon w stanie Nowy Jork. Jest synem Barbary Shepherd i George’a R. Shepherda. Jest żonaty z Beth Stringham, pochodzącą z Houston.
W 1967 ukończył Arcadia High School w Scottsdale w Arizonie. W 1971 uzyskał licencjat w zakresie inżynierii lotniczej w Akademii Marynarki Wojennej Stanów Zjednoczonych. Po ukończeniu szkolenia Basic Underwater Demolition został przydzielony do formacji Naval Special Warfare i zdobył kwalifikacje US Navy SEAL. Następnie, w 1978 uzyskał w Massachusetts Institute of Technology tytuł inżyniera morskiego oraz magisterium (MS) w dziedzinie inżynierii mechanicznej.

### Praca w NASA
Shepherd został zakwalifikowany do grona astronautów NASA w 1984. W 1986 jego przeszkolenie Navy SEALa okazało się przydatne dla NASA, która włączyła go do grupy prowadzącej operacje ratunkowe po katastrofie wahadłowca Challenger. Następnie jako specjalista misji uczestniczył w trzech wyprawach wahadłowców: STS-27 (1988), STS-41 (1990), podczas której m.in. umieszczono na orbicie sondę Ulysses, oraz STS-52 (1992).
W 1993 został przydzielony do kierownictwa programu budowy i rozwoju Międzynarodowej Stacji Kosmicznej (ISS). Od 31 października 2000 do 21 marca 2001 wraz z rosyjskimi kosmonautami – Jurijem Gidzenką i Siergiejem Krikalowem – tworzył pierwszą załogę (Ekspedycja 1) przebywającą na ISS. Pełnił funkcję dowódcy misji.
Shepherd spędził w kosmosie w sumie ponad 159 dni. Opuścił NASA w styczniu 2002, przechodząc do sektora prywatnego.

## Odznaczenia i nagrody
- Congressional Space Medal of Honor (2003)
- National Intelligence Medal of Achievement
- NASA „Steve Thorne” Aviation Award
- Wprowadzenie do Panteonu Sławy Astronautów Stanów Zjednoczonych (United States Astronaut Hall of Fame) (2009)
- Medal „Za zasługi w podboju kosmosu” (2011, Rosja)[1]
- Universal Astronaut Insignia za lot orbitalny (nr 211) – Stowarzyszenie Uczestników Lotów Kosmicznych (Association of Space Explorers(inne języki))[2]

## Wykaz lotów
| Loty kosmiczne, w których uczestniczył William Shepherd                  | Loty kosmiczne, w których uczestniczył William Shepherd | Loty kosmiczne, w których uczestniczył William Shepherd | Loty kosmiczne, w których uczestniczył William Shepherd | Loty kosmiczne, w których uczestniczył William Shepherd | Loty kosmiczne, w których uczestniczył William Shepherd | Loty kosmiczne, w których uczestniczył William Shepherd |
| Lp.                                                                      | Data startu                                             | Statek kosmiczny                                        | Data lądowania                                          | Statek kosmiczny                                        | Funkcja                                                 | Czas trwania                                            |
| ------------------------------------------------------------------------ | ------------------------------------------------------- | ------------------------------------------------------- | ------------------------------------------------------- | ------------------------------------------------------- | ------------------------------------------------------- | ------------------------------------------------------- |
| 1                                                                        | 2 grudnia 1988                                          | STS-27 Atlantis F-3                                     | 6 grudnia 1988                                          | STS-27 Atlantis F-3                                     | specjalista misji (MS-3)                                | 4 dni 9 godzin 5 minut i 34 sekundy                     |
| 2                                                                        | 6 października 1990                                     | STS-41 Discovery F-11                                   | 10 października 1990                                    | STS-41 Discovery F-11                                   | specjalista misji (MS-2)                                | 4 dni 2 godziny 10 minut i 4 sekundy                    |
| 3                                                                        | 22 października 1992                                    | STS-52 Columbia F-13                                    | 1 listopada 1992                                        | STS-52 Columbia F-13                                    | specjalista misji (MS-2)                                | 9 dni 20 godzin 56 minut i 12 sekund                    |
| 4                                                                        | 31 października 2000                                    | Sojuz TM-31                                             | 21 marca 2001                                           | STS-102 Discovery F-29                                  | inżynier pokładowy Sojuza, dowódca Ekspedycji 1         | 140 dni 23 godziny 38 minut 54 sekundy                  |
| Łączny czas spędzony w kosmosie – 159 dni 7 godzin 50 minut i 44 sekundy |                                                         |                                                         |                                                         |                                                         |                                                         |                                                         |